# 전주문화유산연구원

## 주요 사업
- 매장 문화재에 대한 지표 조사, 발굴 조사 등의 학술 사업 및 연구서 발간
- 전통 문화와 문화 유산에 대한 자문 및 위탁 등 관련 사업
- 전통 문화와 문화 유산에 대한 자문 및 위탁 등 관련 사업
- 전통 문화와 문화 유산 관련 학술 행사 개최 및 지원 사업
- 기타 법인의 목적을 달성하기 위하여 필요한 사업